# Małgorzata Strzałkowska
Małgorzata Strzałkowska (ur. 18 stycznia 1955 w Warszawie) – polska pisarka, poetka, autorka i ilustratorka (technika: kolaż) książek dla dzieci.

## Życiorys
Ukończyła Bibliotekoznawstwo i Informację Naukową (specjalność bibliograficzno-edytorska) na Uniwersytecie Łódzkim. Zadebiutowała w Świerszczyku w 1987 r. wierszem Dżdżownica. Napisała ponad sto książek (część z nich także zilustrowała). Jest autorką tekstów na ubrania marki Endo oraz bajek, piosenek i scenariuszy dla TVP1 (w tym dla programów: Jedyneczka, Budzik, Babcia Róża i Gryzelka). Współpracowała lub współpracuje z czasopismami: Świerszczyk, Dziecko, Miś, Pentliczek, Ciuchcia, Nasz Maks, Skarb malucha. Jej wiersze, baśnie i opowiadania znajdują się w podręcznikach i antologiach, a książki – na Liście Skarbów Muzeum Książki Dziecięcej.

## Twórczość

### Książki Małgorzaty Strzałkowskiej
- Wierszyki łamiące języki – ilustracje Elżbieta Wasiuczyńska, Plac Słoneczny, Warszawa 1996[9]
- Hocki-klocki dla każdego – i małego, i dużego (również ilustracje) – Endo, Warszawa 1999[10]
- Rym cym cym, rym cym cym, gdzieś mi z głowy uciekł rym – ilustracje Marcin Bruchnalski, Plac Słoneczny, Warszawa 1999[11]
- Leśne głupki (również ilustracje) – Egmont, Warszawa 2000[12]
- seria Szukam (Ilustrowane zagadki wierszowane) (spolszczenie) – Egmont, Warszawa 2001–2002 (książki edukacyjne)
  - Szukam (2001)[13]
  - Beczka śmiechu (2001)[14]
  - Święta, święta (2001)[15]
  - Wyprawa po skarb (2002)[16]
- Zbzikowane wierszyki łamiące języki – ilustracje Piotr Nagin, Polskie Towarzystwo Wydawców Książek, Warszawa 2002[17][18]
- Wiersze, że aż strach (również ilustracje) – Media Rodzina, Poznań 2002[19][a]
- Rady nie od parady, czyli wierszyki z morałem – ilustracje Marcin Bruchnalski, Santorski, Warszawa 2002[20]
- O Smoku Kruszynce – ilustracje Marcin Bruchnalski, Nasza Księgarnia, Warszawa 2003[21]
- Zielony, żółty, rudy, brązowy – ilustracje Piotr Fąfrowicz(inne języki), Media Rodzina, Poznań 2003[22]
- Gimnastyka dla języka (również ilustracje) – Media Rodzina, Poznań 2004[23]
- Flaczki u Kaczki-dziwaczki – ilustracje Marcin Bruchnalski (książka z płytą CD zawierającą audiobook), Omedia (Bajki-Grajki), Warszawa 2004[24]
- Kapitan Gbur – ilustracje Marcin Bruchnalski, Nasza Księgarnia 2004[25]
- Alfabet z obrazkami – ilustracje Anita Andrzejewska i Andrzej Pilichowski-Ragno, Nowa Era, Warszawa 2005[26][27]
- Bajka o ślimaku Kacperku – ilustracje Elżbieta Wasiuczyńska, Nasza Księgarnia, Warszawa 2005[28]
- Rymowane przepisy na kuchenne popisy (również ilustracje) – Media Rodzina, Poznań 2005[29]
- Wierszyki łamiące języki (również ilustracje) – Media Rodzina, Poznań 2006[30]
- Plaster czarownicy i inne baśnie – ilustracje Maria Ekier[31], Santorski, Warszawa 2006[b]
- Raj na Ziemi, czyli Rady nie od parady II – ilustracje Marcin Bruchnalski, Santorski, Warszawa 2007[32]
- Rym cym cym, rym cym cym, gdzieś mi z głowy uciekł rym – ilustracje Marcin Bruchnalski, Santorski, Warszawa 2007[33]
- Hocki-klocki dla każdego – i małego, i dużego (również ilustracje) – Santorski, Warszawa 2007[34]
- Wiersze z kanapy – ilustracje Marcin Bruchnalski, Papilon Publicat, Poznań 2008[35]
- seria ABC… uczę się! – Hachette, Warszawa 2007–2009, trzykrotnie wznawiana (ostatnio grudzień 2013 r.):[36][c]
  - A jak anakonda – ilustracje Beata Batorska
  - B jak barakuda – ilustracje Beata Batorska
  - C jak cykada – ilustracje Beata Batorska
  - D jak dinozaur – ilustracje Beata Batorska
  - E jak euglena – ilustracje Beata Batorska
  - F jak foka – ilustracje Beata Batorska
  - G jak goryl – ilustracje Beata Batorska
  - H jak hipopotam – ilustracje Beata Batorska
  - I jak insekt – ilustracje Beata Batorska
  - J jak jamniki – ilustracje Beata Batorska
  - K jak krokodyl – ilustracje Beata Batorska
  - L jak lew – ilustracje Beata Batorska
  - Ł jak łabędź – ilustracje Beata Batorska
  - M jak myszka – ilustracje Beata Batorska
  - N jak norki – ilustracje Beata Batorska
  - O jak owca – ilustracje Beata Batorska
  - P jak pingwin – ilustracje Beata Batorska
  - R jak ryjówka – ilustracje Beata Batorska
  - S jak sowa – ilustracje Beata Batorska
  - T jak tygrys – ilustracje Beata Batorska
  - U jak uistiti – ilustracje Beata Batorska
  - W jak wilk – ilustracje Beata Batorska
  - Y jak yeti – ilustracje Beata Batorska
  - Z jak zając – ilustracje Beata Batorska
  - Ą jak zwierzątka, ę jak zwierzęta – ilustracje Beata Batorska
  - CH jak chart – ilustracje Beata Batorska
  - Ci jak cielak, ć jak Ćmielów – ilustracje Beata Batorska
  - Cz jak czapla – ilustracje Beata Batorska
  - DZ jak dzwoniec – ilustracje Beata Batorska
  - DŻ jak dżelada – ilustracje Beata Batorska
  - Ni jak niedźwiedź – ilustracje Beata Batorska
  - Ń jak jeleń, okoń, koń – ilustracje Beata Batorska
  - Ó jak ó – ilustracje Beata Batorska
  - Rz jak rzekotki – ilustracje Beata Batorska
  - Si jak siewka, ś jak świstak – ilustracje Beata Batorska
  - Sz jak szop – ilustracje Beata Batorska
  - Szcz jak szczeniak – ilustracje Beata Batorska
  - Zi jak zieleniaki, ź jak źrebak – ilustracje Beata Batorska
  - Ż jak żubr – ilustracje Beata Batorska
  - Był sobie kiedyś jeden smok – ilustracje Beata Batorska
  - Dwa kroki stąd, dwa domy stąd – ilustracje Piotr Nagin
  - Trzy po trzy o piratach – ilustracje Piotr Nagin
  - Cztery kotki – ilustracje Piotr Nagin
  - Pięć po piątej po południu – ilustracje Piotr Nagin
  - Mam już sześć lat – ilustracje Piotr Nagin
  - Wszystkiego po siedem – ilustracje Piotr Nagin
  - Osiem ramion ośmiornicy – ilustracje Piotr Nagin
  - Dziewięć świnek – ilustracje Piotr Nagin
  - Zero – ilustracje Piotr Nagin
  - Boże Narodzenie – ilustracje Beata Batorska
  - Wielkanoc – ilustracje Piotr Nagin
  - Wiosna – ilustracje Beata Batorska
  - Lato – ilustracje Beata Batorska
  - Jesień – ilustracje Piotr Nagin
  - Zima – ilustracje Beata Batorska
  - Polska – ilustracje Piotr Nagin
  - Unia Europejska – ilustracje Piotr Nagin
  - Ach, jak dobrze mieć rodzinę – ilustracje Beata Batorska
  - Smak, słuch, dotyk, węch i wzrok – ilustracje Piotr Nagin
  - Moje ciało – ilustracje Piotr Nagin
  - Miłość, radość, smutek, lęk – ilustracje Piotr Nagin
  - Piramida żywieniowa – ilustracje Piotr Nagin
  - Na zdrowie! – ilustracje Piotr Nagin
  - Podróże z muszką w górze – ilustracje Beata Batorska
  - Pogodowe wędrówki małej mrówki – ilustracje Piotr Nagin
  - Wycieczka po wszechświecie – ilustracje Beata Batorska
  - Król Bęc – ilustracje Beata Batorska
  - Dzień i noc – ilustracje Piotr Nagin
  - Prawo, lewo – ilustracje Beata Batorska
  - Kontynenty – ilustracje Piotr Nagin
  - Na ulicy – ilustracje Piotr Nagin
  - Koła, trójkąty, prostokąty – ilustracje Beata Batorska
  - Kalendarz – ilustracje Piotr Nagin
  - Tydzień – ilustracje Piotr Nagin
  - Duży i mały, wysoki i niski – ilustracje Piotr Nagin
  - Pan Spirydion Podróżalski – ilustracje Beata Batorska
  - Kolory – ilustracje Beata Batorska
  - Zegar – ilustracje Piotr Nagin
  - Ale słono! – ilustracje Piotr Nagin
  - Słodkie życie – ilustracje Piotr Nagin
  - Ile płacę? – ilustracje Piotr Nagin
  - Policja!!! – ilustracje Piotr Nagin
  - Las się pali! – ilustracje Piotr Nagin
  - Dodajemy, odejmujemy, dzielimy i mnożymy – ilustracje Piotr Nagin
  - Na Olimpie – ilustracje Beata Batorska
  - Olimpiada w Olimpii – ilustracje Piotr Nagin
  - Ale kino! – ilustracje Piotr Nagin
  - Teatr Wspaniały – ilustracje Piotr Nagin
  - Tajemnicze znaczki – ilustracje Piotr Nagin
  - Nie rozmawiaj z nieznajomym – ilustracje Piotr Nagin
  - Wakacje!!! – ilustracje Beata Batorska
- Zielony i Nikt – ilustracje Piotr Fąfrowicz(inne języki), Bajka, Warszawa 2009[37]
- seria Bajeczki dla maluszka – ilustracje Beata Zdęba, Bajka, Warszawa 2009–2010:
  - Gdzie jest baranek?[38]
  - Piłka[39]
  - Dzień dobry! Dobranoc…[40]
  - Korona[41]
  - Mały Duszek[42]
  - Stworki z norki[43]
  - Kolory[44]
  - Czarodziej Prztyk[45]
- Bajki krasnoludka Bajkodłubka – ilustracje Jona Jung, Bajka, Warszawa 2009[46]
- Bajki mamy wrony – ilustracje Jona Jung, Bajka, Warszawa 2010[47]
- Leśne Głupki (również ilustracje) – Bajka, Warszawa 2010[48]
- Wiersze do poduchy – ilustracje Ewa Poklewska-Koziełło, Bajka, Warszawa 2010[49]
- Straszna książka, czyli upiorna zabawa w rymy – ilustracje Kacper Dudek, Czarna Owca, Warszawa 2010[50]
- Wiersze spod Pszczyny (również ilustracje) – Media Rodzina, Poznań 2010[51]
- Gimnastyka dla języka – audiobook logopedyczny, zawiera 52 utwory (czytają: Anna Seniuk, Piotr Fronczewski, Jerzy Stuhr), Media Rodzina, Poznań 2011 przy współpracy z Polskim Związkiem Logopedów[52]
- Leśne Głupki i coś (również ilustracje) – Bajka, Warszawa 2011[53]
- Wyliczanki z pustej szklanki – ilustracje Kacper Dudek, Bajka, Warszawa 2012[54]
- seria Zgadywanki dla maluszka – ilustracje Ewa Nawrocka, Bajka, Warszawa 2012:
  - Ale zabawa![55]
  - Na podwórku[56]
  - Na łące[57]
  - W drodze[58]
  - W pokoju[59]
  - W łazience[60]
- Zielony, Nikt i gadające drzewo – ilustracje Piotr Fąfrowicz(inne języki), Bajka, Warszawa 2012[61]
- Skarb Arubaby – ilustracje Mikołaj Kamler, Egmont, Warszawa 2012[62]
- Pejzaż z gżegżółką (również ilustracje) – Media Rodzina, Poznań 2012[63]
- O wartościach, czyli Rady nie od parady III – ilustracje Marcin Bruchnalski, Czarna Owca, Warszawa 2012[64]
- Zielony, Nikt i ktoś – ilustracje Piotr Fąfrowicz(inne języki), Bajka, Warszawa 2013[65]
- Mazurek Dąbrowskiego. Nasz hymn narodowy – ilustracje Adam Pękalski, Bajka, Warszawa 2014[66]
- Części mowy, czyli wierszowany samouczek nietypowy (również ilustracje) – Media Rodzina, Poznań 2014
- Podróż na jednej nodze – ilustracje Marcin Bruchnalski, Bajka, Warszawa 2014
- Wiosna, lato, jesień, zima – ilustracje Beata Zdęba, Bajka, Warszawa 2014
- Dyrdymałki – ilustracje Katarzyna Bogucka, Bajka, Warszawa 2014
- Krecik i Sikoreczka – do ilustracji Zdenka Milera, Bajka, Warszawa 2015
- Krecik i motyle – do ilustracji Zdenka Milera, Bajka, Warszawa 2015
- Krecik i śliwki – do ilustracji Zdenka Milera, Bajka, Warszawa 2015
- Krecik i sanki – do ilustracji Zdenka Milera, Bajka, Warszawa 2015
- Tydzień Krecika – do ilustracji Zdenka Milera, Bajka, Warszawa 2015
- Dawniej czyli drzewiej – ilustracje Adam Pękalski, Bajka, Warszawa 2015
- Części zdania, czyli wierszowany samouczek do wkuwania – ilustracje autorki, Media Rodzina, Poznań 2015
- Wielka podróż z abecadłem – ilustracje  Piotr Rychel, Bajka, Warszawa 2016
- Teatrzyki z morałami, czyli Rady nie od parady IV – ilustracje  Marcin Bruchnalski, Czarna Owca, Warszawa 2016
- Spacerkiem przez rok – ilustracje Elżbieta Wasiuczyńska, Media Rodzina, Poznań 2016
- Mydło – ilustracje Adam Pękalski, Bajka, Warszawa 2016
- Złota kolekcja bajek Disneya – opowiada Małgorzata Strzałkowska:
- Król Lew – do ilustracji Disneya, Hachette, Warszawa 2016
- Królewna Śnieżka i siedmiu krasnoludków– do ilustracji Disneya, Hachette, Warszawa 2016
- Księga dżungli – do ilustracji Disneya, Hachette, Warszawa 2016
- Bambi – do ilustracji Disneya, Hachette, Warszawa 2016
- Dumbo – do ilustracji Disneya, Hachette, Warszawa 2016
- Aladyn – do ilustracji Disneya, Hachette, Warszawa 2016
- 101 dalmatyńczyków – do ilustracji Disneya, Hachette, Warszawa 2016
- Toy Story – do ilustracji Disneya, Hachette, Warszawa 2016
- Kopciuszek – do ilustracji Disneya, Hachette, Warszawa 2016
- Piotruś Pan – do ilustracji Disneya, Hachette, Warszawa 2016
- Piorun – do ilustracji Disneya, Hachette, Warszawa 2016
- Kurczak Mały – do ilustracji Disneya, Hachette, Warszawa 2016
- Księżniczka i żaba – do ilustracji Disneya, Hachette, Warszawa 2016
- Trzy małe świnki – do ilustracji Disneya, Hachette, Warszawa 2016
- Ratatuj – do ilustracji Disneya, Hachette, Warszawa 2016
- Potwory i spółka – do ilustracji Disneya, Hachette, Warszawa 2016
- Myszka Miki i świąteczne przesyłki – do ilustracji Disneya, Hachette, Warszawa 2016
- Wielka Szóstka – do ilustracji Disneya, Hachette, Warszawa 2016
- Piękna i Bestia – do ilustracji Disneya, Hachette, Warszawa 2017
- Jake i piraci z Nibylandii. Skakanka – do ilustracji Disneya, Hachette, Warszawa 2017
- Merida Waleczna – do ilustracji Disneya, Hachette, Warszawa 2017
- Myszka Minnie i Kokardkowy Robot – do ilustracji Disneya, Hachette, Warszawa 2017
- Mój brat niedźwiedź – do ilustracji Disneya, Hachette, Warszawa 2017
- Auta – do ilustracji Disneya, Hachette, Warszawa 2017
- Alicja w Krainie Czarów – do ilustracji Disneya, Hachette, Warszawa 2017
- Myszka Minnie i Mały Prosiaczek – do ilustracji Disneya, Hachette, Warszawa 2017
- Zaplątani – do ilustracji Disneya, Hachette, Warszawa 2017
- Ralph Demolka – do ilustracji Disneya, Hachette, Warszawa 2017
- Odlot – do ilustracji Disneya, Hachette, Warszawa 2017
- P jak Potwór – do ilustracji Disneya, Hachette, Warszawa 2017
- Śpiąca królewna – do ilustracji Disneya, Hachette, Warszawa 2017
- Zakochany kundel – do ilustracji Disneya, Hachette, Warszawa 2017
- Dziadek Królik z Królikowa – do ilustracji Disneya, Hachette, Warszawa 2017
- Samoloty – do ilustracji Disneya, Hachette, Warszawa 2017
- Dawno temu w trawie – do ilustracji Disneya, Hachette, Warszawa 2017
- 102 dalmatyńczyki – do ilustracji Disneya, Hachette, Warszawa 2017
- Piotruś Pan. Powrót do Nibylandii – do ilustracji Disneya, Hachette, Warszawa 2017
- Lis i pies – do ilustracji Disneya, Hachette, Warszawa 2017
- Toy Story 2 – do ilustracji Disneya, Hachette, Warszawa 2017
- Auta 2. Wielka podróż dookoła świata – do ilustracji Disneya, Hachette, Warszawa 2017
- Pinokio – do ilustracji Disneya, Hachette, Warszawa 2017
- Jej Wysokość Zosia. Magiczny Królik – do ilustracji Disneya, Hachette, Warszawa 2017
- Księga dżungli 2 – do ilustracji Disneya, Hachette, Warszawa 2017
- Gdzie jest Nemo? – do ilustracji Disneya, Hachette, Warszawa 2017
- Aladyn. Powrót Dżafara  – do ilustracji Disneya, Hachette, Warszawa 2017
- Iniemamocni – do ilustracji Disneya, Hachette, Warszawa 2017
- Dzwoneczek i uczynne wróżki – do ilustracji Disneya, Hachette, Warszawa 2017
- Król lew 2. Czas Simby – do ilustracji Disneya, Hachette, Warszawa 2017
- Samoloty 2 – do ilustracji Disneya, Hachette, Warszawa 2017
- Robin Hood – do ilustracji Disneya, Hachette, Warszawa 2017
- Wall-e – do ilustracji Disneya, Hachette, Warszawa 2017
- Jej Wysokość Zosia. Księżniczka Zosia Druga – do ilustracji Disneya, Hachette, Warszawa 2017
- Ukryte słowa – ilustracje Agnieszka Żelewska, Nowa Era, Warszawa 2018
- Zwariowane litery – ilustracje Marcin Bruchnalski, Nowa Era, Warszawa 2018
- Zaczarowane obrazki – ilustracje Anita Andrzejewska, Andrzej Pilichowski – Ragno, Nowa Era, Warszawa 2018
- Mama Gęś – ilustracje Adam Pękalski, Bajka, Warszawa 2018
- Leśne Ludki i mnóstwo szukania – ilustracje autorki, Bajka, Warszawa 2019
- Przepraszam, żabo! – ilustracje Piotr Nowacki, Bajka, Warszawa 2020
- Kotki z płotka czyli od jednego do dziesięciu i z powrotem – ilustracje Justyna Hołubowska-Chrząszczak, Zielona Sowa, Warszawa 2020
- Nowe zwariowane litery – ilustracje  Marcin Bruchnalski, Nowa Era, Warszawa 2020
- Czytam jak z nut – ilustracje Beata Zdęba, Nowa Era, Warszawa 2020
- A jak? A tak! – ilustracje autorki, Bajka, Warszawa 2021
- Logopedyczne prztyczki – ilustracje Piotr Rychel, Bajka, Warszawa 2021[67]
- Szara myszka i kolory – ilustracje Justyna Hołubowska-Chrząszczak, Zielona Sowa, Warszawa 2021[68]
- Plaster Czarownicy i inne baśnie – ilustracje Piotr Fąfrowicz; wydanie drugie rozszerzone, Bajka, Warszawa 2021
- Koteczek Kiciuś – ilustracje Agnieszka Żelewska, Bajka, Warszawa 2022
- Zmysły. Wzrok, słuch, dotyk, węch i smak – dzięki nim poznaję świat! – ilustracje Justyna Hołubowska-Chrząszczak, Zielona Sowa, Warszawa 2022
- Harcuj z nami ze słowami albo Dawniej czyli drzewiej 2 – ilustracje Adam Pękalski, Bajka, Warszawa 2022
- To i owo tu i tam – ilustracje Ewa Poklewka-Koziełło, Bajka, Warszawa 2023
- Smok Smoczydło i inne bajki – ilustracje Beata Zdęba, Bajka, Warszawa 2023
- Gadu – gadu do poduchy – ilustracje Agnieszka Żelewska, Bajka, Warszawa 2024
- Łąka. Fakty, wierszyki i inne wybryki – ilustracje Joanna Kencka, Media Rodzina, Poznań 2024
- Las. Fakty, wierszyki i inne wybryki – ilustracje Joanna Kencka, Media Rodzina, Poznań 2024
- Wędrówka Owieczki – ilustracje Olena Bugrenkova, Zielona Sowa, Warszawa 2024
- Słoniowa przygoda – ilustracje Olena Bugrenkova, Zielona Sowa, Warszawa 2024
- Bagna – ilustracje Joanna Kencka, Media Rodzina, Poznań 2025

### Pozostała twórczość
- współpraca z czasopismami: Świerszczyk (od 1987 roku do chwili obecnej), Pentliczek, Skarb malucha, Nasz Maks, Ciuchcia, Miś, DZIECKO
- współpraca z firmą Endo – teksty na ubrania (wierszyki i nie tylko); miniaturowe książki z Misiowej Biblioteczki
- współpraca z TVP1:
  - Jedyneczka – baśnie, teksty piosenek, wiersze
  - piosenki na płycie Pioseneczki Jedyneczki
  - baśnie na płycie Bajeczki Jedyneczki
  - Budzik – baśnie, teksty piosenek, wiersze
  - piosenki na płycie Przeboje Telewizji – Budzik
  - Babcia Róża i Gryzelka – scenariusze, teksty piosenek
- współpraca z wydawnictwem Bajki-Grajki (kolekcja bajek muzycznych)[24]
- wiersze, baśnie, opowiadania i gry w podręcznikach i antologiach

## Nagrody i wyróżnienia
- Nagroda im. Kornela Makuszyńskiego 2003 – Wiersze, że aż strach (2002)[69] – książka została także wpisana na listę 10 książek dziesięciolecia Fundacji Cała Polska Czyta Dzieciom 2011[70]
- Nagroda główna w konkursie Komitetu Ochrony Praw Dziecka Świat przyjazny dziecku 2005 – Alfabet z obrazkami (2005)[2]
- Nagroda Biblioteki Raczyńskich Książka lata 2006 – Plaster czarownicy i inne baśnie (2006)[71]
- Duży Dong – nagroda główna w konkursie Polskiej Sekcji IBBY – Zielony i Nikt (2009)[72][73][74]
- Nagroda Literacka Zielona Gąska 2010 Fundacji Zielona Gęś im. Konstantego Ildefonsa Gałczyńskiego – Zielony i Nikt (2009)[75]
- książka wpisana w roku 2010 na Listę Skarbów Muzeum Książki Dziecięcej – Zielony i Nikt (2009)[7]
- Biały Kruk 2011 Internationale Jugendbibliothek Monachium – Zielony i Nikt (2009)[76][77]
- Nagroda Literacka m.st. Warszawy 2012 – za tekst i ilustracje – Leśne Głupki i coś (2011)[78][79]
- Książka Miesiąca Magazynu Literackiego KSIĄŻKI 2012 – Zielony, Nikt i gadające drzewo (2012)[80]
- Nagroda Prezydenta Wrocławia DOBRE STRONY Wrocław 2013 – Pejzaż z gżegżółką (2012)[81][82]
- wyróżnienie za ilustracje w konkursie Dziecięcy Bestseller Roku 2000 Fundacji Świat Dziecka pod przewodnictwem Bohdana Butenko – Leśne Głupki (2000)[83]
- wyróżnienie w konkursie Komitetu Ochrony Praw Dziecka Świat Przyjazny Dziecku 2002 – w kategorii książek dla dzieci w wieku 5–10 lat – seria Szukam (2001-2002)
- wyróżnienie literackie Polskiej Sekcji IBBY Książka Roku 2003 – Zielony, żółty, rudy, brązowy (2003)[84]
- wyróżnienie literackie Polskiej Sekcji IBBY Książka Roku 2004 – Gimnastyka dla języka (2004)[84]
- wyróżnienie w konkursie Komitetu Ochrony Praw Dziecka Świat przyjazny dziecku 2005 – Bajka o ślimaku Kacperku (2005)
- wyróżnienie literackie Polskiej Sekcji IBBY Książka Roku 2006 – Plaster czarownicy i inne baśnie (2006)[84][85]
- wyróżnienie w konkursie Muzeum Książki Dziecięcej – Wiersze z kanapy (2008)[86]
- wyróżnienie literackie Polskiej Sekcji IBBY Książka Roku 2009 – Zielony i Nikt (2009)[84]
- wyróżnienie w konkursie Komitetu Ochrony Praw Dziecka Świat Przyjazny Dziecku 2010 – seria Bajeczki dla maluszka (2009)[87]
- Medal Polskiej Sekcji IBBY za całokształt twórczości (2014)
- Wyróżnienie specjalne w VII Konkursie Literatury Dziecięcej im. Haliny Skrobiszewskiej za Mazurek Dąbrowskiego. Nasz hymn narodowy (2014)
- Nagroda imienia Filipa Kallimacha Magazynu Literackiego Książki i Targów Edukacyjnych Kielce Za szczególne zasługi dla oświaty i wychowania (2014)
- Nagroda Olsztyńskich Zakładów Graficznych Grand Prix 2014 w kategorii Wydarzenie Wydawnicze za książkę Mazurek Dąbrowskiego. Nasz hymn narodowy (2014)
- Srebrny Medal „Zasłużony Kulturze Gloria Artis” (2016)[88]
- tytuł Ambasadora Polszczyzny Literatury Dziecięcej i Młodzieżowej (2021)[89]